# Schmidsfelden

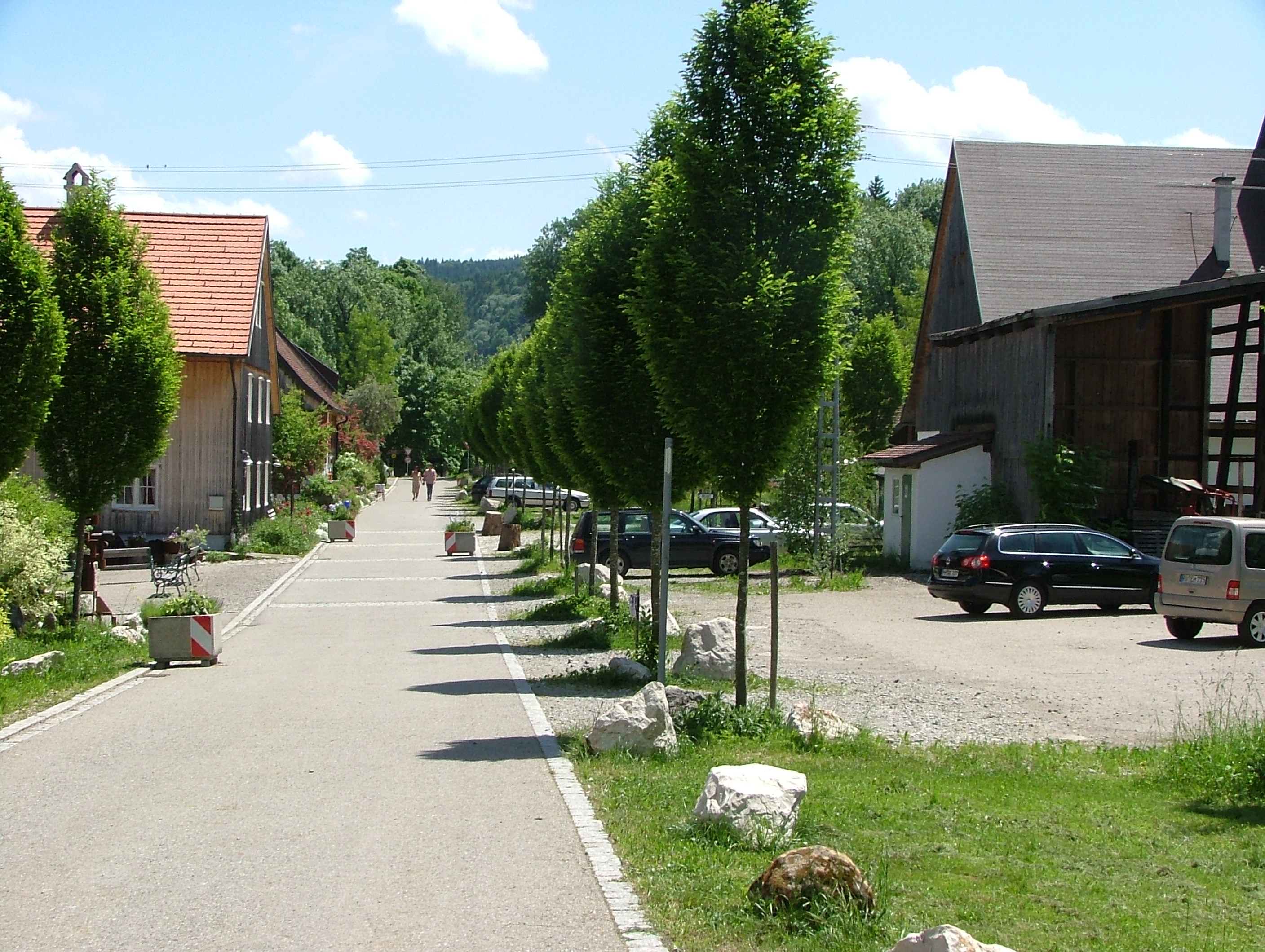
Glasbläserdorf Schmidsfelden

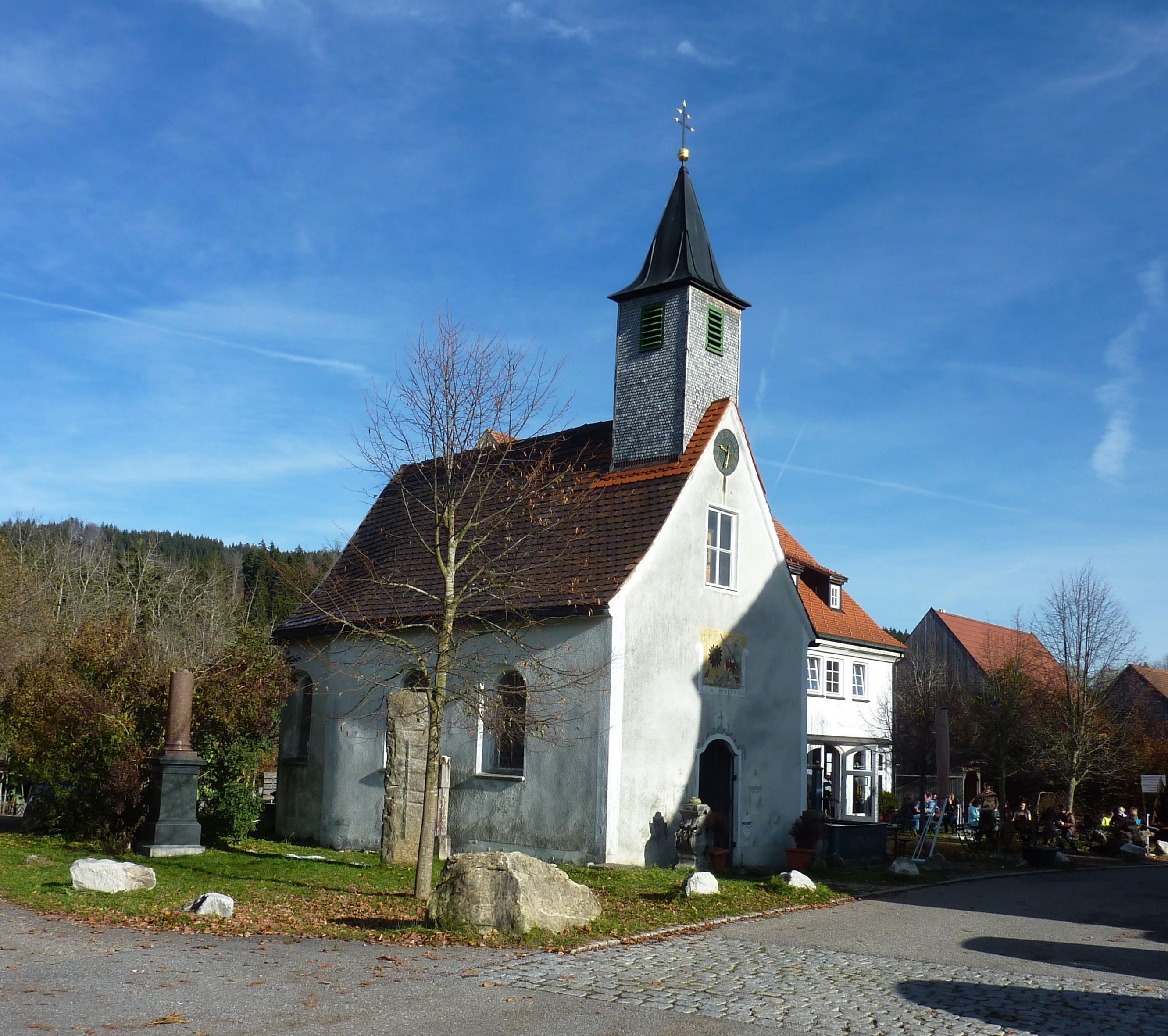
Schmidsfeldener Kapelle

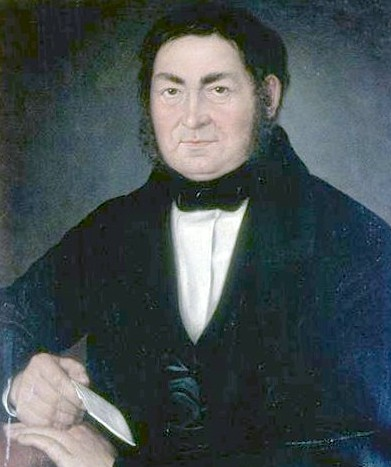
Johann Balthasar von Schmidsfeld
- 10. Februar 1777 † 25. Oktober 1846

Schmidsfelden ist ein Wohnplatz des Ortsteils Winterstetten, Teilort von Leutkirch im Allgäu in Baden-Württemberg.

## Glasmacherdorf
Schmidsfelden ist ein kleines Glasmacherdorf etwa 13 Kilometer südöstlich von Leutkirch im Allgäu auf 760 m ü. NN. Das Dorf liegt unmittelbar an der württembergisch-bayerischen Grenze am Zusammenfluss von Kürnach und Eschach. Es besteht aus der eigentlichen Glashütte, einem Magazin und einem Verwaltungsbau sowie Arbeiterhäusern, einem Herrenhaus und einer Kapelle. Nicht mehr erhalten ist ein Pochwerk an einem Seitenkanal der Eschach.
Die Glashütte Schmidsfelden wurde in den Jahren 1825 und 1826 an der Stelle der Ratzenmühle von Johann Balthasar von Schmidsfeld eingerichtet und von seinen Erben bis ins Jahr 1898 betrieben. Der Betrieb ersetzte die schmidsche Glashütte von Eisenbach und stellt damit das letzte Glied einer Kette älterer Hüttenstandorte dar.
Die Glashütte ist ein gutes Beispiel für das Schicksal hergebrachter Handwerksbetriebe während der Zeit der Industrialisierung. Durch die Konkurrenz der rheinischen und sächsischen Glashütten mit der Nachbarschaft zu Kohle und chemischer Industrie sowie durch den fehlenden Bahnanschluss kam es zum Niedergang und trotz Veränderungen des Sortiments und Versuchen technischer Neuerungen 1898 zum Ende der Hütte.
Am 1. Juni 1972 wurde die Gemeinde Winterstetten in die Stadt Leutkirch im Allgäu eingemeindet und ist heute eine Ortschaft im Sinne der baden-württembergischen Gemeindeordnung mit einem Ortschaftsrat und einem Ortsvorsteher.
Seit 1998 wurde die Glashütte auf Initiative der Heimatpflege Leutkirch e. V. renoviert und vor dem Verfall gerettet. Dabei wurden auch archäologische Grabungen notwendig, die einen Nebenofen der Hütte untersuchten. Die Glashütte ist heute als Museum eingerichtet; in der Glasbläserei können sich die Besucher das Handwerk vorführen lassen.